# 牛肉粉丝汤
牛肉粉丝汤是南京的一种小吃，主料是切成薄片的牛肉（有少许肥和筋的口味最好）和粉丝，其他配料包括虾米、精盐、黑木耳、葱薑丝、青红椒、味精、香油、香菜等等。一般是街头零散的贩卖，在夫子庙等小吃店集中的地方也有兼售牛肉粉丝汤的店铺。上海、成都等地也有类似小吃。